# Inspektorat Graniczny Straży Celnej „Kościerzyna”

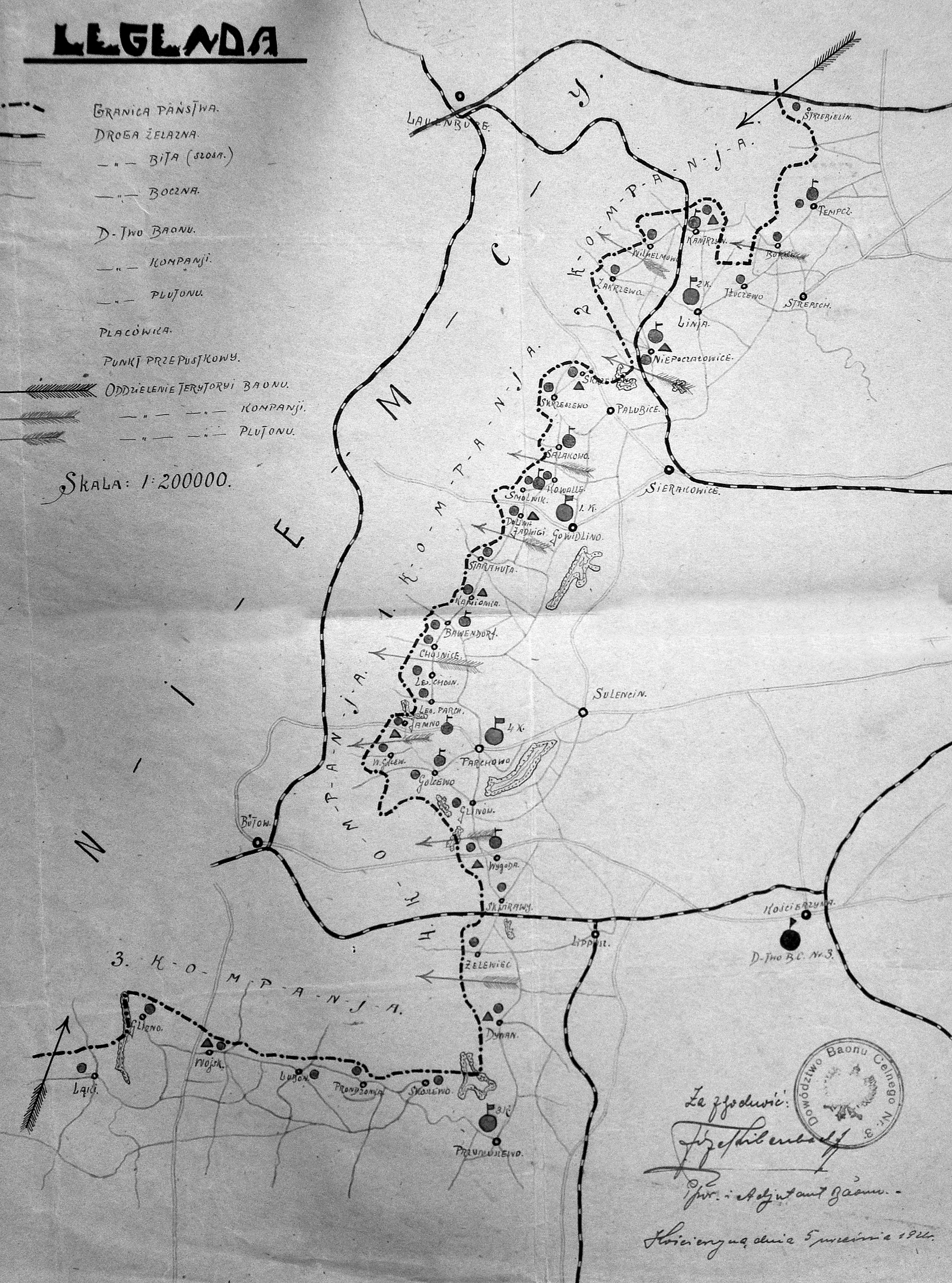
Rozmieszczenie 3 batalionu celnego „Kościerzyna”

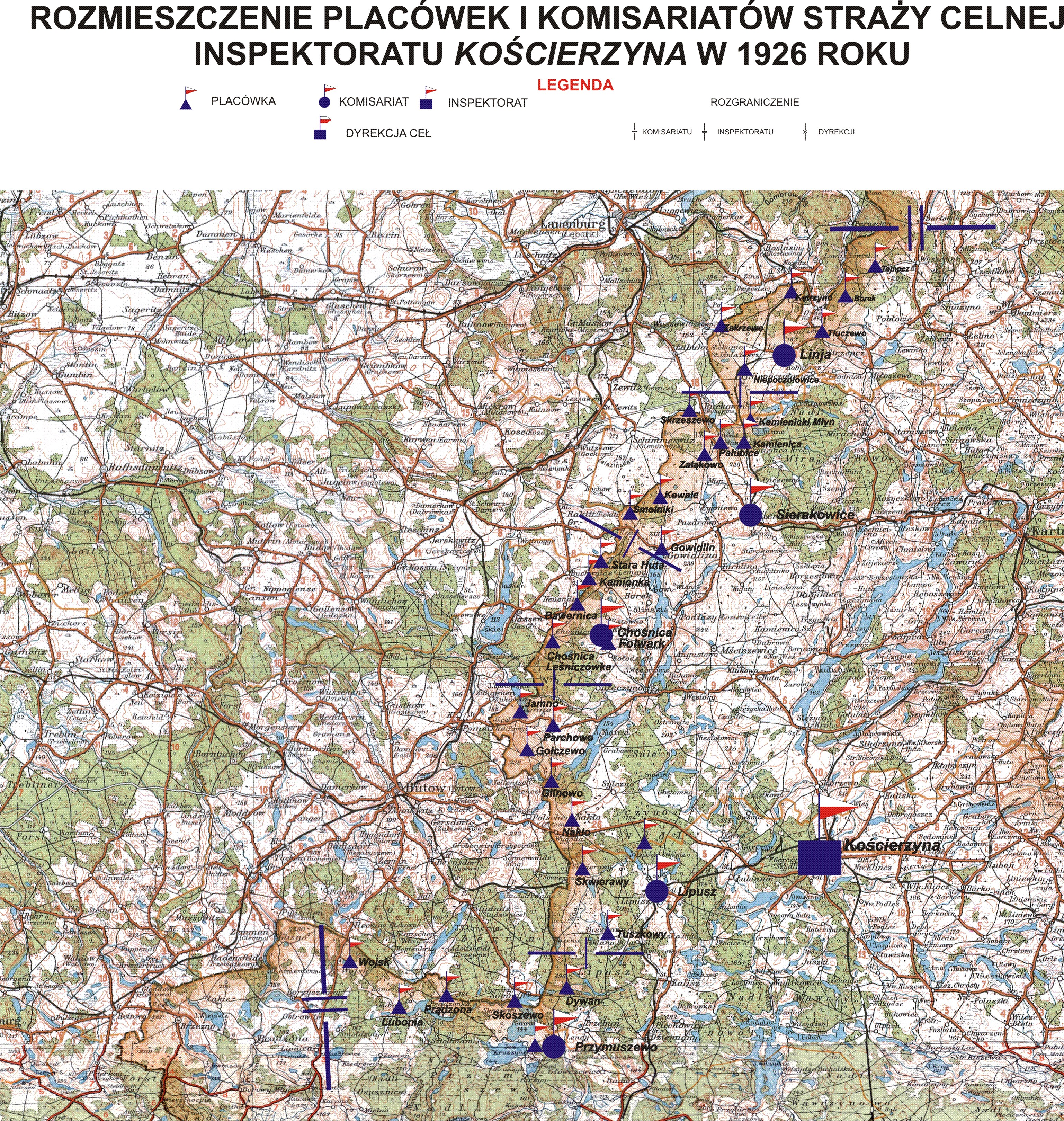
Rozmieszczenie placówek i komisariatów Straży Celnej Inspektoratu „Kościerzyna”

Inspektorat Straży Celnej „Kościerzyna” – jednostka organizacyjna Straży Celnej pełniąca służbę ochronną na granicy polsko-niemieckiej w latach 1921–1928.

## Geneza
Już w 1918 roku powstające państwo polskie zaczęło tworzyć wyspecjalizowane formacje przeznaczone do ochrony granic Rzeczypospolitej. W kwietniu 1920 roku w Kościerzynie stacjonował sztab I dywizjonu 4 pułku Strzelców Granicznych. W kolejnych latach inne formacje ochraniały granice w tym rejonie. W 1921 roku w Kościerzynie rozlokowało się dowództwo 3 batalionu celnego.

## Formowanie i zmiany organizacyjne
Na wniosek Ministerstwa Skarbu, uchwałą z 10 marca 1920 roku, powołano do życia Straż Celną. Jednostki Straży Celnej rozpoczęły przejmowanie odcinków granicy od pododdziałów Batalionów Celnych. Proces tworzenia Straży Celnej trwał do końca 1922 roku. Inspektorat Straży Celnej „Kościerzyna”, wraz ze swoimi komisariatami i placówkami granicznymi, znalazł się w podporządkowaniu Dyrekcji Ceł „Poznań”. W 1926 roku w skład inspektoratu wchodziło 5 komisariatów i 34 placówki Straży Celnej.
Rozporządzeniem ministra skarbu z 30 czerwca 1927 roku rozpoczęto reorganizację Straży Celnej. Odtąd Naczelny Inspektorat Straży Celnej podlegał bezpośrednio ministrowi skarbu, a Naczelnemu Inspektoratowi podlegały inspektoraty okręgowe. Te ostatnie przejęły kompetencje dyrekcji ceł. Inspektorat Straży Celnej „Kościerzyna” przemianowany został na Inspektorat Graniczny Straży Celnej „Kościerzyna” i wszedł w podporządkowanie Pomorskiego Inspektoratu Okręgowego Straży Celnej .

## Służba graniczna
Sąsiednie inspektoraty
- Inspektorat Straży Celnej „Wejherowo” ⇔ Inspektorat Straży Celnej „Chojnice”

## Funkcjonariusze inspektoratu
Obsada personalna w 1927:
- kierownik inspektoratu – inspektor Stefan Kwiatkowski
- pomocnik kierownik inspektoratu – podkomisarz Ildefons Klonowski
- funkcjonariusze młodsi:

starszy przodownik Józef Maciaszek (969)
przodownik Józef Rospęk (1190)

## Struktura organizacyjna
Organizacja inspektoratu w 1926 roku:
- komenda – Kościerzyna
- komisariat Straży Celnej „Przymuszewo”
- komisariat Straży Celnej „Lipusz”
- komisariat Straży Celnej „Chośnica”
- komisariat Straży Celnej „Sierakowice”
- komisariat Straży Celnej „Linja”